# Conjecture de Zahavi
La conjecture de Zahavi (du nom de son concepteur Yacov Zahavi, économiste et ingénieur israélien) est une théorie selon laquelle les déplacements de la vie quotidienne, et notamment les déplacements domicile-travail, se font à budget-temps de transport (BTT) constant, et que leur portée spatiale est fonction de la vitesse de déplacement. Avec l'accélération des transports, ce n'est pas le temps passé pour la mobilité qui diminue mais la distance parcourue qui augmente. 
Pour construire cette hypothèse, Zahavi étudie les mobilités au niveau mondial et agrège des données des différentes villes des années 1970. Il énonce sa conjecture en 1979. 
Pour Luc Vodoz, cette conjecture énoncée en 1979 s'est vérifiée jusqu'aux années 1990. Cependant, depuis cette date, les temps de trajet s'allongent en Europe : par conséquent, la conjecture de Zahavi n'est plus vraie partout. En 2000, deux chercheurs, Schafer et Victor, confirment la conjecture au niveau international et indiquent un temps de trajet moyen par jour de 60 minutes. Ils montrent également que le BTT ne varie pas selon le PIB des différents pays, mais reste similaire autour du globe. 